# Der Morgen eines Gutsbesitzers

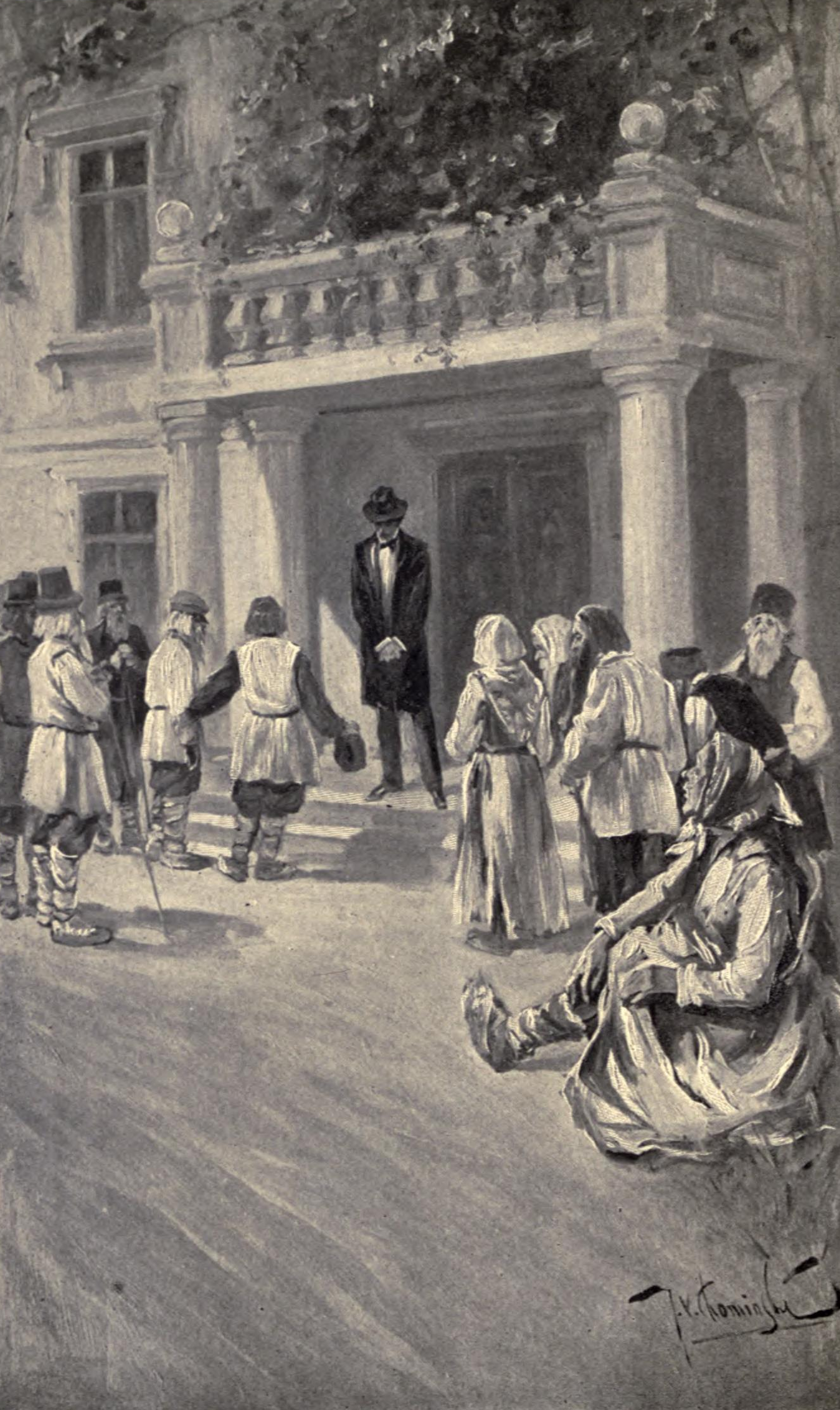
Der Morgen eines Gutsbesitzers.
Anno 1898: Illustration zu der Erzählung von Teodor V. Chomiński (geb. 1856)

Der Morgen eines Gutsbesitzers, auch Der Morgen des Gutsherrn (russisch Утро помещика, Utro pomeschtschika), ist eine Erzählung von Lew Tolstoi, die 1852 bis 1856 entstand und im Dezemberheft 1856 der Sankt Petersburger Otetschestwennye Sapiski erschien. Josef Habbel brachte die Übersetzung von Hanni Brentano anno 1912 in Regensburg auf den deutschsprachigen Buchmarkt.

## Handlung
Der 19-jährige Fürst Dmitri Nikolajitsch Nechljudow hat seine Universitätsstudien nach dem dritten Studienjahr abgebrochen. Mitja, wie der Fürst von seiner bald 50-jährigen Tante, der Gräfin Belorezkaja, gerufen wird, will sich fortan lieber vor Ort um das Wohl seiner siebenhundert leibeigenen Bauern kümmern und findet, dafür benötige er keinen Hochschulabschluss. Die Tante hält überhaupt nichts von den hochfliegenden Plänen des Neffen und belehrt den Jungen, die Armut einiger Bauern sei nun mal ein unvermeidliches Übel. Mitja möge doch bitte von seinen edlen, hochherzigen, aber törichten Plänen ablassen und die Universität absolvieren.
Mehr als ein Jahr ist seitdem vergangen. Mitja hat sich auf seinem Gut ausgiebig mit Landwirtschaftsangelegenheiten beschäftigt; ist also in dem ungewohnten Fach kein Neuling mehr. Im Einvernehmen mit dem Gemeinderat unterstützt er Hilfsbedürftige unter seinen Bauern. So macht er sich eines sonnigen Junisonntags nach dem Morgenkaffee mit einem Bündel Geldscheinen in der Tasche auf den Weg. In seinem Notizbuch stehen drei arme Bauern.
Der um die 50-jährige gutmütig-sorglose Iwan Tschurissjonok bittet um Stangen zur Abstützung seines baufälligen Hauses. Die Inspektion des vor Altersschwäche schief stehenden Bauwerks ergibt: Es kommt nur ein Abriss in Frage. Der Gutsherr hat draußen auf dem neuen Vorwerk Häuser bauen lassen und schlägt Tschurissjonok den Umzug vor. Der Bauer kann sich vom Haus der Vorväter nicht trennen, will mitten im Dorf wohnen bleiben. Mitja geht. Zwingen will er niemanden.
Der etwa 30-jährige kinderlose Juchwanka Mudrjony, dem die Mutter die Wirtschaft abgetreten hat, will eines seiner Pferde verkaufen, weil er kein Geld hat. Der Gutsherr weiß Bescheid und hält mit der Wahrheit nicht hinter dem Berge. Anstatt den Dung aufs Feld zu fahren, sitze Mudrjony wochentags in der Kneipe. Mudrjony lasse es zu, dass seine Mutter von der eigenen Schwiegertochter geschlagen wird und kein Brot bekommt. Mitja gibt der Mutter Geld für Brot und geht.
Der an Wassersucht leidende Witwer Dawydka Bely bittet um Korn. Der Kranke liegt im Sommer eingemummelt auf dem Ofen. Die Eltern machen inzwischen die schwere Arbeit. Belys rüstige Mutter verrät, dass der faule Dawydka seine schwangere Frau zu Tode geschunden habe. Das Kleinstkind sei gestorben. Dawydka wirft sich gemeinsam mit der Mutter vor dem Gutsherrn nieder. Mitja mag das nicht und empfiehlt der Mutter die erneute Verheiratung des Sohnes. Eine Braut, nämlich die ordentliche Wassjutka, hat die Mutter in petto. Aber das Mädchen mag nicht. Nach dem Wunsche des Gutsherrn soll eine andere gesucht werden. Der Herr wird sie gegebenenfalls loskaufen. Fürs Erste gibt er das erbetene Korn.
Zuletzt gönnt sich der Gutsherr einen Besuch im nagelneuen Hause des reichen Bauern Dutlow. Dieser alte Bienenzüchter hat drei Söhne. Der jüngste Sohn Ilja verdient im Fuhrgeschäft gutes Geld. Vom Plan des Gutsherrn, gemeinsam Bauernfarmen zu errichten, halten die Dutlows nichts. Besonders Ilja unterbricht den Vortrag des Gutsherrn zur Finanzierung seiner ackerbaulichen Projekte mit Schwärmereien über Aufträge – den ganzen Sommer lang! Von Warentransporten mit drei Troikas bis nach Kiew, Kursk und Moskau ist die Rede. Der bejahrte Imker Dutlow bestreitet seinen Reichtum und behauptet, er besitze nicht einmal zwanzig Rubel.
Mitjas alte Bediente bemerkt daheim die Bedrückung ihres jungen Herrn und mault: „Die Bauern lassen Sie tun, was sie wollen, so daß niemand mehr Respekt hat. Handelt denn so ein Herr?“ Mitja träumt von Iljas Fahrten über Land. „Wie schön!“ beneidet der Fürst den gleichaltrigen Untergebenen.

## Deutschsprachige Ausgaben
- Der Morgen eines Gutsbesitzers. Deutsch von Gisela Drohla. S. 153–219 in: Gisela Drohla (Hrsg.): Leo N. Tolstoj. Sämtliche Erzählungen. Zweiter Band. Insel, Frankfurt am Main 1961 (2. Aufl. der Ausgabe in acht Bänden 1982)
- Der Morgen eines Gutsbesitzers. Aus dem Russischen. Übersetzung von Hermann Asemissen. S. 100–161 in: Lew Nikolajewitsch Tolstoi. Frühe Erzählungen.  459 Seiten, Verlag Philipp Reclam jun. Leipzig 1986 (RUB 735, 3. Aufl., Lizenzgeber: Rütten und Loening, Berlin)